# Chironomus lacunarius
Chironomus lacunarius är en tvåvingeart som beskrevs av Wulker och Klotzi 1973. Chironomus lacunarius ingår i släktet Chironomus och familjen fjädermyggor. Arten har ej påträffats i Sverige. Inga underarter finns listade i Catalogue of Life.